# The Stolen Purse
The Stolen Purse è un cortometraggio muto del 1913 diretto da Mack Sennett. Sennett ne era anche il produttore e il protagonista, rivestendo i panni di Sherlock Holmes. Accanto a lui, come dottor Watson, Fred Mace. Altri interpreti, Henry Lehrman e Nick Cogley.

## Produzione
Il film fu prodotto dalla Keystone di Mack Sennett.

## Distribuzione
Il film - un cortometraggio di 166 metri - uscì nelle sale il 10 febbraio 1913, distribuito dalla Mutual Film. Nelle proiezioni, veniva programmato con il sistema dello split reel, accorpato in un'unica bobina con un altro cortometraggio prodotto dalla Keystone e diretto da Sennett, The Jealous Waiter.